# أتش خسرو
أتش‌ خسرو هي قرية في مقاطعة ورزقان، إيران. في تعداد عام 2006، لوحظ وجودها، ولكن لم يتم الإبلاغ عن سكانها.